# Saddik al-Mahdi ibn Abd al-Rahman
El sàyyid Siddik al-Mahdi (àrab: الصديق المهدي, aṣ-Ṣiddīq al-Mahdī) (1911-2 d'octubre de 1961) fou un polític i religiós sudanès, fill del sàyyid Abd al-Rahman ibn al-Mahdi i net del mahdí Muhàmmad Àhmad. El 1945 va estar al costat del seu pare en la fundació de l'Umma. A la mort del seu pare el 1959 el va succeir al front de la confraria Ansariyya. El partit Umma estava prohibit com tots els altres a causa de la dictadura militar, i el 1961 es van produir incidents en una celebració religiosa dels ansars (durant el màwlid an-nabí o ‘naixement del Profeta’) amb alguns morts, i el govern d'Ibrahim Abbud va mantenir negociacions secretes amb Saddik al-Mahdi ibn Abd al-Rahman, com a representant de la família del mahdí i patró de l'Umma. Però aquestes negociacions es van frustrar per la inesperada mort de Saddik el 2 d'octubre de 1961. D'acord amb el consell de la xura dels ansars el va succeir el seu germà, el sàyyid al-Hadi al-Mahdi, mentre el seu jove fill, anomenat Sadiq al-Mahdi, prenia la direcció de l'Umma.